# Вальха, Хельмут
Хельмут Вальха (нем. Helmut Walcha; 27 октября 1907, Лейпциг, Королевство Саксония — 11 августа 1991, Франкфурт-на-Майне, Гессен) — немецкий органист, специализировавшийся на работах голландских и немецких барочных мастеров и знаменитый благодаря своим записям всех органных работ И. С. Баха.

## Биография
Хельмут Вальха родился в Лейпциге. В возрасте 19 лет потерял зрение из-за прививки от оспы. Несмотря на ограниченные возможности, поступил в Лейпцигскую консерваторию и стал помощником в церкви св. Фомы у Гюнтера Рамина, бывшего в то время профессором органной музыки в консерватории и кантором в церкви св. Фомы. В 1929 году Вальха принял должность органиста во франкфуртской Фриденскирхе. В 1933—1938 годах преподавал в Консерватории Хоха, в 1938 году Вальха стал профессором органной музыки во Франкфуртской высшей школе музыки, в 1946 — органистом Драйкёнигскирхе. В 1954—1958 годах Вальха был одним из руководителей Консерватории Хоха. Выступал до 1981 года.
Хельмуту Вальхе принадлежат две записи полного собрания сочинений Иоганна Себастьяна Баха: версия в одноканальном звуке (1947—1952, первая в Германии) и в стереозвучании (1956—1971). Последний цикл прошёл ремастеринг в 2001 году и был повторно издан как набор из 12 CD-дисков. Это издание также содержит запись собственной концовки последней фуги из «Искусства фуги», до этого не выпускавшуюся нигде. По мнению музыкального критика Джеда Дистлера, «Бах Вальхи занимает такое же место в анналах звукозаписи, как Шуберт Фишера-Дискау, тосканиниевский Верди и гизекинговский Дебюсси».
Версия Вальхи концовки последней фуги Баха была также записана его бывшим учеником Джорджем Ритчи как часть сборника «Искусство фуги» и выпущена в 2010 г.
Хельмут Вальха сочинял органную музыку. Он опубликовал четыре тома собственных хоральных прелюдий (издательство Edition Peters; часть из них была также записана ассистенткой Вальхи Ренате Майерюрген), а также органные аранжировки оркестровых работ других авторов.
Вальха читал лекции по органной музыке и композиции, сопровождаемые собственной игрой, в консерватории Хоха и Франкфуртской школе музыки.
Вальха обучил множество значимых американских органистов XX в., приезжавших в Германию. Позже они стали видными преподавателями и исполнителями.
Часть документального фильма «Desert Fugue» посвящена Вальхе; в ней говорится, как он запоминал музыку по частям и передавал свой метод изучения контрапункта своим ученикам.

## Цитаты
«Бах открывает перспективы Вселенной. Познав его, люди начинают чувствовать, что смысл у жизни всё же существует».

## Избранная дискография
- Bach: Organ Works. Performed by Helmut Walcha. 12 дисков, Archiv Produktion (Deutsche Grammophon), No. 463712
- Bach: Great Organ Works. Performed by Helmut Walcha. 2 диска, Deutsche Grammophon Double, No. 453064 (записи из St. Laurenskerk в Алкмаре и Saint-Pierre-le-Jeune в Страсбурге).
- The Early German Organ School. Helmut Walcha at the Arp-Schnittger organ, in Cappel. An Archiv Produktion (DGG) — 4 долгоиграющих пластинки, композиторы Георг Бём, Николаус Брунс, Дитрих Букстехуде, Винцент Любек, Иоганн Пахельбель, Самуэль Шейдт, Ян Свелинк и Франц Тундер.

Хельмут Вальха также записал большинство клавесинных работ Баха (Английская и Французская сюиты, Гольдберг-вариации, партиты, Итальянский концерт, 16 инвенций, 15 симфоний, Хорошо темперированный клавир) под лейблом EMI. Вальха также записал ХТК для «Deutsche Grammophon» на чембало Рукерса и Хемша.